# Medio Maratón de Guadalajara
El Medio Maratón de Guadalajara (oficialmente Medio Maratón Internacional de Guadalajara o 21K GDL) es una competencia atlética anual realizada sobre una distancia de 21,0975 km, que se desarrolla en la ciudad de Guadalajara, Jalisco, México a finales de febrero. Establecida en el 1985, posee desde 2024 el estatus Platinum Label de la World Atletics, siendo la única media maratón en america con tal distinción y una de las tres del mundo con dicho sello, junto con las medias maratones de Bangsaen21 en la Provincia de Chon Buri (Tailandia) y Meishan Renshou en Meishan (China).

## Historia
La carrera inaugural se celebró el 27 de octubre de 1985 con el nombre de "Medio Maratón de la Juventud" (CREA) demominacion que mantuvo hasta 1996. La edcición inaugural fue ganada por los corredores mexicanos Jorge Frías Rivera y Blanca Silvia Jaime, con tiempos de 1:03:48 y 1:21:05, respectivamente. 

## Ganadores
| Indica récord absoluto de la competición. |

| Ed.  | Año  | Ganador hombres                              | Nacionalidad                                 | Registro (h:m:s)                             | Ganadora mujeres                             | Nacionalidad                                 | Registro (h:m:s)                             |
| ---- | ---- | -------------------------------------------- | -------------------------------------------- | -------------------------------------------- | -------------------------------------------- | -------------------------------------------- | -------------------------------------------- |
| 1.ª  | 1985 | Jorge Frías                                  | México                                       | 1:03:48                                      | Blanca Jaime                                 | México                                       | 1:21:05                                      |
| 2.ª  | 1986 | Francisco Pacheco                            | México                                       | 1:06:06                                      | Isabel Castilleja                            | México                                       | 1:18:58                                      |
| 3.ª  | 1987 | Dionicio Cerón                               | México                                       | 1:03:09                                      | Maribel Colín                                | México                                       | 1:18:44                                      |
| 4.ª  | 1988 | Eulalio Martínez                             | México                                       | 1:04:12                                      | Laura Valenzuela                             | México                                       | 1:17:10                                      |
| 5.ª  | 1989 | Martín Sánchez                               | México                                       | 1:03:51                                      | Rocio Rendón                                 | México                                       | 1:19:21                                      |
| 6.ª  | 1991 | Artemio Nava                                 | México                                       | 1:06:51                                      | Alicia Gregorio                              | México                                       | 1:23:24                                      |
| 7.ª  | 1992 | Héctor Martínez                              | México                                       | 1:06:25                                      | Alicia Gregorio                              | México                                       | 1:23:23                                      |
| 8.ª  | 1993 | Roberto Alonso                               | México                                       | 1:05:26                                      | Leticia Martínez                             | México                                       | 1:16:14                                      |
| 9.ª  | 1994 | Dionicio Cerón                               | México                                       | 1:05:39                                      | Leticia Martínez                             | México                                       | 1:20:33                                      |
| 10.ª | 1995 | Isidro Rico                                  | México                                       | 1:03:45                                      | Nora Rocha                                   | México                                       | 1:15:46                                      |
| 11.ª | 1996 | Margarito Alonso                             | México                                       | 1:05:07                                      | Emma Cabrera                                 | México                                       | 1:18:04                                      |
| 12.ª | 1997 | Andrés Espinosa                              | México                                       | 1:05:07                                      | Anette Espinoza                              | México                                       | 1:16:07                                      |
| 13.ª | 1998 | Armando Quintanilla                          | México                                       | 1:04:00                                      | María del Carmen Díaz                        | México                                       | 1:14:01                                      |
| 14.ª | 1999 | Abraham Assefa                               | Etiopía                                      | 1:03:01                                      | América Mateos                               | México                                       | 1:13:33                                      |
| 15.ª | 2000 | Dominic Nyabuto                              | Kenia                                        | 1:03:31                                      | Pamela Chepchumba                            | Kenia                                        | 1:13:32                                      |
| 16.ª | 2001 | Jackson Koech                                | Kenia                                        | 1:01:15                                      | Deborah Mengich                              | Kenia                                        | 1:16:32                                      |
| 17.ª | 2002 | Jackson Koech                                | Kenia                                        | 1:01:41                                      | Pamela Chepchumba                            | Kenia                                        | 1:12:14                                      |
| 18.ª | 2004 | Benjamin Kiplimo                             | Kenia                                        | 1:03:12                                      | Madaí Pérez                                  | México                                       | 1:12:20                                      |
| 19.ª | 2005 | Lazarus Nyakeraka                            | Kenia                                        | 1:04:18                                      | Madaí Pérez                                  | México                                       | 1:14:20                                      |
| 20.ª | 2006 | Pablo Olmedo                                 | México                                       | 1:03:59                                      | Madaí Pérez                                  | México                                       | 1:12:27                                      |
| 21.ª | 2007 | Hillary Kipchirchir                          | Kenia                                        | 1:03:04                                      | María Elena Valencia                         | México                                       | 1:12:31                                      |
| 22.ª | 2008 | Patrick Nthiwa                               | Kenia                                        | 1:02:36                                      | Patricia Rétiz                               | México                                       | 1:12:29                                      |
| 23.ª | 2009 | Julius Keter                                 | Kenia                                        | 1:02:55                                      | Genoveva Kigen                               | Kenia                                        | 1:12:16                                      |
| 24.ª | 2010 | Julius Keter                                 | Kenia                                        | 1:02:56                                      | Shewarge Alene                               | Etiopía                                      | 1:15:26                                      |
| 25.ª | 2011 | Julius Keter                                 | Kenia                                        | 1:02:31                                      | Shewarge Alene                               | Etiopía                                      | 1:11:23                                      |
| 26.ª | 2012 | Julius Keter                                 | Kenia                                        | 1:02:59                                      | Genoveva Kigen                               | Kenia                                        | 1:13:16                                      |
| 27.ª | 2013 | Julius Keter                                 | Kenia                                        | 1:03:44                                      | Marisol Romero                               | México                                       | 1:12:18                                      |
| 28.ª | 2014 | Julius Keter                                 | Kenia                                        | 1:04:26                                      | Mayra Sánchez                                | México                                       | 1:14:26                                      |
| 29.ª | 2015 | Juan Luis Barrios                            | México                                       | 1:03:21                                      | Risper Biyaki                                | Kenia                                        | 1:14:29                                      |
| 30.ª | 2016 | Juan Luis Barrios                            | México                                       | 1:04:13                                      | Risper Biyaki                                | Kenia                                        | 1:13:16                                      |
| 31.ª | 2017 | Julius Keter                                 | Kenia                                        | 1:03:55                                      | Risper Biyaki                                | Kenia                                        | 1:14:55                                      |
| 32.ª | 2018 | John Nzau                                    | Kenia                                        | 1:03:49                                      | Diana Kipyokei                               | Kenia                                        | 1:10:00                                      |
| 33.ª | 2019 | Mathew Kisorio                               | Kenia                                        | 1:01:48                                      | Afera Godfay                                 | Etiopía                                      | 1:08:53                                      |
| 34.ª | 2020 | Benson Kipruto                               | Kenia                                        | 1:02:13                                      | Lucy Cheruiyot                               | Kenia                                        | 1:10:52                                      |
| -    | 2021 | Evento cancelado por la pandemia de COVID-19 | Evento cancelado por la pandemia de COVID-19 | Evento cancelado por la pandemia de COVID-19 | Evento cancelado por la pandemia de COVID-19 | Evento cancelado por la pandemia de COVID-19 | Evento cancelado por la pandemia de COVID-19 |
| 35.ª | 2022 | Rhonzas Kilimo                               | Kenia                                        | 1:01:20                                      | Besu Sado                                    | Etiopía                                      | 1:09:12                                      |
| 36.ª | 2023 | Yasin Haji                                   | Etiopía                                      | 1:01:03                                      | Hiwot Gebrekidan                             | Etiopía                                      | 1:09:06                                      |
| 37.ª | 2024 | Stephen Kiprop                               | Kenia                                        | 1:01:21                                      | Aberu Ayana                                  | Etiopía                                      | 1:08:51                                      |
| 38.ª | 2025 | Tadu Abate Deme                              | Etiopía                                      | 1:02:02                                      | Judy Jelagat Kemboi                          | Kenia                                        | 1:07:47                                      |

### Vencedores múltiples
Listado de atletas con 2 o más victorias en la competencia.
| Atleta            | País    | Categoría | Victorias | Años                                     |
| ----------------- | ------- | --------- | --------- | ---------------------------------------- |
| Julius Keter      | Kenia   | M         | 7         | 2009, 2010, 2011, 2012, 2013, 2014, 2017 |
| Madaí Pérez       | México  | F         | 3         | 2004, 2005, 2006                         |
| Risper Biyaki     | Kenia   | F         | 3         | 2015, 2016, 2017                         |
| Dionicio Cerón    | México  | M         | 2         | 1987, 1994                               |
| Alicia Gregorio   | México  | F         | 2         | 1991, 1992                               |
| Leticia Martínez  | México  | F         | 2         | 1993, 1994                               |
| Pamela Chepchumba | Kenia   | F         | 2         | 2000, 2002                               |
| Jackson Koech     | Kenia   | M         | 2         | 2001, 2002                               |
| Shewarge Alene    | Etiopía | F         | 2         | 2010, 2011                               |
| Juan Luis Barrios | México  | M         | 2         | 2015, 2016                               |

### Victorias por país
| País    | Hombres | Mujeres | Total |
| ------- | ------- | ------- | ----- |
| México  | 16      | 21      | 37    |
| Kenia   | 19      | 11      | 30    |
| Etiopía | 3       | 6       | 9     |